# Ubiretama

Ubiretama dentro del municipio de Rio Grande do Sul.

Ubiretama es un municipio brasileño del estado de Rio Grande do Sul. El origen del nombre surge de las lenguas tupí. Está ubicado 499 km al oeste de la capital del estado de Porto Alegre, al noreste de Alegrete y al este de la Argentina. Sus coordenadas son 28°2′45″S 54°40′51″O / -28.04583, -54.68083.
Su población estimada para el año 2004 era de 2.542 habitantes.
Ocupa una superficie de 126,7 km².